# Jane Austen a Manhattan
Jane Austen a Manhattan (Jane Austen in Manhattan) è un film del 1980 diretto da James Ivory.
Il film ha segnato il debutto cinematografico di Sean Young.

## Distribuzione

### Data di uscita
Il film venne distribuito in varie nazioni, fra cui:
- Inghilterra, Jane Austen in Manhattan luglio 1980
- Stati Uniti d'America Jane Austen in Manhattan 18 novembre 1981
- Italia, Jane Austen a Manhattan  25 febbraio 2005 (uscita in DVD)